# Alec Chamberlain
Alec Francis Roy Chamberlain, född 20 juni 1964 i Ramsey, är en engelsk före detta fotbollsmålvakt. Han började karriären år 1980 i laget Ramsey Town och avslutade den i Watford FC år 2007. 

## Biografi

### Uppväxt
Alec Chamberlain är yngst av fem syskon. Han har alltid gillat sport, men det var inte förrän i tonåren som han prövade på att vara målvakt. Han var duktig på cricket men hans målvaktstalanger upptäcktes snabbt av det lokala fotbollslaget, Ramsey Town. Det gick mycket bra för honom och efter ett tag blev han kontaktad av Ipswich Town och blev erbjuden att få spela för dem vilket blev första steget i målvaktskarriären.